# The Avalanches
The Avalanches es un grupo musical australiano de música electrónica formado en Melbourne en 1997. Son conocidos por sus álbumes «Since I Left You» (2000), «Wildflower» (2016) y «We Will Always Love You» (2020), así como también son conocidos por sus sets grabados y realizados en vivo. Actualmente el grupo está formado por Robbie Chater y Tony Di Blasi.  

## Carrera musical

### 1994–1996: Orígenes
Los miembros originales del grupo se formarían bajo el nombre de Alarm 115 en Melbourne como un grupo de noise-punk, inspirado por Drive Like Jehu, The Fall y Ultra Bide. La formación original del grupo consistía de Robbie Chater en el teclado, Tony Di Blasi en el teclado, el bajo y voces adicionales, y Darren Seltman como vocalista. En 1995, Manabu Etoh se uniría al grupo en los tambores. El grupo compraría instrumentos, material de grabación y múltiples discos de vinilos viejos en tiendas de segunda mano. Cuando Etoh fue deportado y Alarm 115 se disolvió, las grabaciones que realizaron se convertirían en el núcleo de un nuevo proyecto. Chater sería un estudiante de filmografía en la Instituto Real de Tecnología de Melbourne (IRTM) y tenía acceso a un estudio de grabación, con la que él y Seltmann usarían para convertir las grabaciones en un demo de 30 canciones etiquetados como Pan Amateurs. En 1997, Chater, Di Blasi, Seltmann, junto a Gordon McQuilten en el teclado se agruparían para tocar las canciones en vivo. Chater, Di Blasi y McQuilten ya tenían conocimiento del otro, ya que ellos serían compañeros de clase en Maryborough, Victoria. A comienzos de julio de ese mismo año, el grupo realizaría 4 shows en los que aparecerían bajo diferentes nombres, siendo algunos de estos: Swinging Monkey Cocks, Quentin's Brittle Bones y Whoops Downs Syndrome; el grupo llevaría el nombre de The Avalanches en su quinto show, tomando prestado el nuevo nombre de una banda de surf rock estadounidense el cual solamente publicó un álbum, Ski Surfin' with the Avalanches, publicado en 1963.

### 1997–1999: Primeras publicaciones
Luego de su participación como teloneros para Jon Spencer Blues Explosion, comenzarían a hacerse conocidos y ganar fama. Trifekta Records lanzaría su sencillo «Rock City» en 1997. Este sería seguido en diciembre del mismo año por su EP de 7 canciones, «El Producto», publicado bajo el sello de Steve Pavlovic, Wondergram Records. Durante este periodo de tiempo, el DJ Dexter Fabay se uniría la grupo tocando el teclado y el tocadiscos. Dado el éxito que consiguió El Producto, Pavlovic contrataría a The Avalanches a su nuevo sello, Modular Recordings en mayo de 1998. Leo Silvermann contrataría al grupo a su sello, Rex Records, para la publicación de su EP de 4 canciones «Undersea Community», EP que sería publicado únicamente para el Reino Unido en marzo de 1999. El perfil de grupo conseguiría apoyo gracias a múltiples conciertos en conjunto con otros artistas como, Beastie Boys, Public Enemy, Stereolab y Beck. El grupo también tocaría en el Tibetan Freedom Concert en el Parque Olímpico de Sídney en Homebush Bay, Sídney. James Dela Cruz se uniría al grupo para apariciones en vivo, tocando el teclado y el tocadiscos, haría aparición por primera vez en un concierto en The Palace, Melbourne junto a Public Enemy. En septiembre de 1999 el sello Modular Recordings emitiría el EP de 4 canciones «Electricity», siendo publicado en Australia como un sencilo de 12 pulgadas y como un EP de 2 canciones de 7 pulgadas en el Reino Unido.

### 2000–2004:Since I Left You
A mitades de 1998, The Avalanches estaría grabando su primer álbum de estudio, inicialmente bajo el nombre de «Pablo's Cruise». En febrero de 2000, el grupo terminarían de mezclar en Sing Sing Studios, en Melbourne. La fecha inicial de lanzamiento del álbum sería que era en el año 2000, se vería pospuesta debido a falta de autorizaciones con los samples e intereses en el extranjero. En julio,  con el álbum ahora titulado Since I Left You, pondría disponible al casete de Chater, Gimix; este contendría previsualizaciones de muestras de próximas canciones que aparecerían en el álbum, junto a algunos favoritos del grupo. Chater estimaría que Since I Left You se ensambló a partir de 3500 samples de canciones que venían en formatos de vinilo. El primer sencillo del álbum de estudio australiano llevaría el título de Frontier Psychiatrist, sería emitido en agosto, y conseguiría estar en las primeras 50 canciones en el ARIA Singles Charts, aparecería en el puesto número 6 en la lista de Triple J Hottest 100, la encuesta anual de radio más grande del mundo. En octubre, el grupo realizaría su primera gira musical a través de toda Australia, apareciendo en las capitales y ciudades principales del país. Todas las entradas para sus conciertos se agotarían rápidamente, Seltmann se rompería la pierna en Brisbane, tras haber colisionado con Di Blasi.
En noviembre del año 2000, Since I Left You sería lanzado en Melbourne junto a una fiesta en un barco crucero a bordo del Victoria Star en la bahía Port Phillip, con la revista The Face y otros medios británicos, sobrevolando Australia grabando el evento. El grupo ganaría seis premios Australian Dance Music. Ellos viajarían a través del Reino Unido durante un periodo de 3 semanas, esto para promocionar el álbum, incluiría sets en clubs nocturnos como Fabric y Social, mientras que su remix de la canción de Badly Drawn Boy, «The Shining» sería lanzado en el Reino Unido. El álbum Since I Left You contendría numerosos samples, incluyendo un sample de la canción de Madonna, «Holiday» en la canción «Stay Another Season».
Las versiones de Since I Left You exclusivas para Reino Unido serían publicadas por el sello XL Recordings en 2001, y que debutaría en el puesto número 8 en el UK Albums Chart en abril de ese mismo año, este rápidamente conseguiría más de 200.000 ventas en el Reino Unido. Ese mismo mes, el sencillo «Since I Left You» proveniente del álbum homónimo, sería lanzado y debutaría en el puesto número 16 en la lista UK Singles Chart.
El videoclip de «Since I Left You» ganaría el premio a Mejor video musical en el MTV Europe Music Awards de 2001. En julio de 2001 el segundo sencillo lanzado en Reino Unido, «Frontier Psychiatrist» debutaría en el puesto número 18 en la lista UK Singles Chart, el video musical del sencillo sería premiado en el festival Soho Shorts Film Festival en el Reino Unido. El grupo sería premiado en 4 categorías en el ARIA Music Awards de 2001, siendo estas las categorías de: “Best New Artist – Album”, “Best Dance Release” por su sencillo Since I Left You, “Best New Artist – Single” por su sencillo Frontier Psychiatrist,  y “Producer of the Year” para Bobbydazzler (seudónimo usado por Chater y Seltmann durante estas premiaciones). El grupo también sería nominado en cinco categorías adicionales, “Album of the Year” y “Best Group” para Since I Left You, “Single of the Year” para Frontier Psychiatrist, “Engineer of the Year” por Tony Espie y Bobbydazzler, y “Best Cover Art” para Bobbydazzler por Since I Left You.
London-Sire Records publicaría varias de las producciones hechas por The Avalanches en los Estados Unidos en noviembre del 2001. Cuando el sello se disolvió en 2003, el grupo sería cambiado y se uniría a Elektra Records. El álbum Since I Left You sería lanzado también en Japón junto a una canción extra titulada «Everyday»; su EP At Last Alone sería emitido en Japón. En los Estados Unidos, el álbum alcanzaría el puesto número 31 en la lista musical Top Heatseekers de Billboard, y el puesto número 10 en la lista Top Electronic Albums. En los Estados Unidos, se publicaría una versión promocional 12" del sencillo Since I Left You junto a remixes de Stereolab y Prince Paul, y el remix de The Avalanches de la canción de Manic Street Preachers, «So Why So Sad», sería emitido mundialmente.
Críticos profesionales incluirían a Since I Left You en sus listas de Best of 2000s.[cita requerida] El álbum estaría en el puesto número 4 en la lista Best Australian albums of all time de la revista Juice, en el puesto número 10 en la lista musical de la década de los 2000 de Pitchfork Media, en su reseña, Pitchfork calificaría al álbum con una puntuación de 9.5. En octubre de 2010, el álbum sería enlistado en el puesto número 10 en el libro 100 Best Australian Albums. En 2011, el artista estadounidense de hip hop Questlove mencionaría al álbum en su lista de sus álbumes favoritos.

### 2005–2019:Wildflower
The Avalanches estaría trabajando en su segundo álbum desde 2005 aproximadamente, Seltmann mencionaría que su segundo álbum estaría comenzando como un “mundo de música ambiental”, pero que el trabajo estaba tomando diferentes direcciones y que podría contener samples y música en vivo. Chater delcararía que Seltmann dejaría el grupo en 2006.
Anuncios posteriores serían publicados acerca de la fecha de publicación del álbum, pero, no habría aparecido en diciembre de 2011. Otros artistas musicales comenzarían a anunciar que habrían colaborado con The Avalanches en algunas de las canciones del álbum durante esos años. En febrero de 2014, Modular Recordings anunciaría la retirada de Seltmann del grupo, declarando “oficialmente la banda es Robbie Chatter y Tony Di Blasi desde ahora.” En 2015, la página oficial de Facebook del grupo sería actualizado, añadiendo a James Dela Cruz a la lista de los miembros del grupo.
En abril de 2016, The Avalanches añadiría nuevas imágenes de una mariposa dorada sobre tela negra en sus cuentas en redes sociales y en su página oficial.  El 24 de mayo, el grupo publicaría un video burlándose de su inactividad desde el lanzamiento de su primer álbum y la continua especulación del lanzamiento de su segundo álbum. El 2 de junio de 2016, el primer sencillo de su segundo álbum, «Frankie Sinatra» sería estrenada en Australia mediante la estación de radio de Triple J, el título del álbum sería revelado ese mismo día siendo este Wildflower. El álbum sería publicado el mes siguiente, con Chater y Di Blasi como coproductores.
En el ARIA Music Awards de 2016, The Avalanches recibiría 6 nominaciones, siendo estas en las categorías de: “Album of the Year”, “Best Dance Release”, “Best Group” para Wildflower, “Producer of the Year” por Chater y DiBlasi; “Engineer of the Year” por Chater y Espie; y “Best Cover Art” por Lost Art (Chater). En Metacritic, que asigna una calificación sobre 100 a las reseñas de los principales críticos, recibiría una calificación de 83, sobre la base de 33 reseñas, indicando que las críticas aclamaron al álbum. El álbum condeguiría estar en el puesto número uno en la lista musical ARIA Albums Chart.

### 2020–presente:We Will Always Love You
El 11 de febrero de 2020, The Avalanches publicaría una foto promocional a su cuenta de Instagram, en esta se podía ver una cartelera en Melbourne en la que se promovía un sitio web, junto a este se encontraba la frase “After We Die, What Then?”, al ingresar al sitio web, un video se reproducía, el cual contendría varias voces débiles junto a un mensaje escrito código morse, siendo este la frase “WWALY”; el 14 de febrero, el sitio web se actualizaría, añadiendo un segundo video similar al primero, solo que esta contenía un mensaje en código morse con la frase “20 FEB”. Dos días luego de la actualización del sitio web, el 16 de febrero, The Avalanches publicaría una foto en su cuenta de Twitter, está contendría la foto de una segunda cartelera en Londres, con un estilo similar a la cartelera en Melbourne.
El 20 de febrero de 2020, The Avalanches publicaría el sencillo «We Will Always Love You» en colaboración con Blood Orange, junto a la publicación, el grupo confirmaría su tercer álbum de estudio. El 18 de marzo, el grupo publicaría otro sencillo, «Running Red Lights» en colaboración con Pink Siifu y Rivers Cuomo de Weezer, la canción está dedicada a David Berman, y tiene letras de la canción de Purple Mountains, «Darkness and Cold».
El 9 de septiembre de 2020, el grupo confirmaría mediante su cuenta de Instagram que el título de su tercer álbum de estudio sería titulado We Will Always Love You. El álbum sería lanzado el 11 de diciembre de 2020 y presenta varias contribuciones de Denzel Curry, Tricky y Jamie xx.

## Miembros

### Cronología
| - Robbie Chater – teclado, mixing, producción, director de coro, guitarra, bajo, tambores (1997–presente) - Tony Di Blasi – teclado, bajo, theremín, sintetizador, coros, producción (1997–presente) | Listados alfabéticamente: - James Dela Cruz – tocadiscos, teclado (1999–2004, 2015–2016) - Manabu Etoh – tambores (1997) - Dexter Fabay – tocadiscos (1997–2003) - Gordon McQuilten – teclado, percusión, piano, tambores (1997–2001) - Darren Seltmann – teclado, líder de banda, director de coro, diseño, guitarra, mixing, producción (1997–2006) - Peter “Snakey” Whitford – tambores (2001–2002) | - Spank Rock – rapeo, toasting, coros - Eliza Wolfgramm – voz, rapeo - Paris Jeffree – tambores, percusión - Oscar Vicente Slorach-Thorn – voz - Jonti Danilewitz – guitarra, coros, percusión, tambores |

## Discografía
- Since I Left You (2000)
- Wildflower (2016)
- We Will Always Love You (2020)